# Dłutownica
Dłutownica, strugarka pionowa – obrabiarka do obróbki skrawaniem, której głównym ruchem jest ruch prostoliniowy w płaszczyźnie pionowej (narzędzia skrawającego). Narzędzia stosowane do dłutowania są bezpośrednio mocowane w imaku nożowym lub specjalnych oprawkach wraz z niosącym je suwakiem. Wyposażone są w stoły obrotowe wraz z podzielnicą, umożliwia to dokładne ustawienie kątowe przedmiotu obrabianego.